# Cornelis van Maanen
Cornelis Felix van Maanen (L'Aia, 9 settembre 1769 – L'Aia, 14 febbraio 1846) è stato un politico olandese, ministro della Giustizia del Regno d'Olanda sotto Luigi Bonaparte e del Regno Unito dei Paesi Bassi sotto Guglielmo I dei Paesi Bassi.

## Biografia

### Gli anni giovanili
Cornelis Felix van Maanen era il figlio maggiore di Johannes van Maanen (1738-1795), avvocato a L'Aia e membro del Consiglio della Corte, e di Maria van Overzee (1739-1830). Dopo aver frequentato la Scuola di latino a L'Aia, iniziò a studiare a Leida nel 1788, mentre il fratello cadetto Petrus Jacobus (1770-1854) aveva intrapreso degli studi di medicina. Entrambi erano membri di una società segreta di studenti dove furono iniziati ai principi del patriottismo. Diplomatosi nel 1793, iniziò ad esercitare la professione di avvocato a L'Aia come il padre. Il 12 luglio 1793 prestò giuramento alla Corte olandese. Il fratello divenne in seguito professore a Harderwijk e ad Amsterdam.

### Carriera politica
Van Maanen divenne procuratore generale a L'Aia. Iniziò la carriera amministrativa sotto il regime della Repubblica Batava e nel 1806 divenne Ministro della Giustizia e della Polizia sotto Luigi Bonaparte. Nel 1810 Napoleone lo nominò membro del Consiglio di Stato e presidente della Corte d'appello de L'Aia. Nel 1814 e nel 1815 fece parte delle commissioni costituzionali ed ebbe un ruolo importante nella codificazione del diritto nei testi di legge. Inizialmente di stampo progressista, van Maanen era sostenitore delle riunioni pubbliche delle Camere.
Nel 1815, Guglielmo I lo nominò al posto del Ministro della Giustizia del Regno Unito dei Paesi Bassi; van Maanen ebbe un ruolo essenziale nella lotta contro l'opposizione attraverso, fra l'altro, delle misure volte a limitare la libertà di stampa. Contrario all'introduzione della responsabilità ministeriale, fu invece un sostenitore del governo attraverso le sue ordinanze. Fu promotore dell'olandese in Belgio. Venne particolarmente criticato dall'opposizione belga e il palazzo che possedeva a Bruxelles venne incendiato il primo giorno della rivoluzione. Poco dopo l'abdicazione del re Guglielmo, van Maanen abbandonò la propria carica nel 1842. Per volontà di Guglielmo II dei Paesi Bassi venne sostituito dal più liberale Floris van Hall.